# Température opérative
La température opérative ({\displaystyle t_{o}}) ou température résultante sèche, est un indicateur simple du confort thermique, qui prend en compte l’effet de la convection et du rayonnement.

## Définition
Elle est définie dans la norme NF EN ISO 7726 de 2002 comme la température d’une enceinte isotherme dans laquelle un occupant échange la même quantité de chaleur par rayonnement et convection que dans l’enceinte dans laquelle il se trouve réellement.
Mathématiquement, elle est la moyenne de la température radiative moyenne et de la température ambiante (température sèche), pondérée respectivement par les coefficients de transfert thermique.
{\displaystyle t_{o}={\frac {h_{r}t_{mr}+h_{c}t_{a}}{h_{r}+h_{c}}}}
où
{\displaystyle h_{c}} = coefficient de transfert thermique convectif
{\displaystyle h_{r}} = coefficient de transfert thermique radiatif linéaire
{\displaystyle t_{a}} = température ambiante
{\displaystyle t_{mr}} = température radiative moyenne.
Cette définition peut aussi s'écrire :
{\displaystyle t_{o}=\alpha t_{a}+(1-\alpha )t_{mr}} où α est un coefficient dépendant uniquement de la vitesse de l'air.

## Simplification
Pour des vitesses d'air inférieures à 20 cm/s - hypothèse valable pour l'intérieur d'un bâtiment - la température opérative peut être correctement estimée par la formule simplifiée suivante :
{\displaystyle t_{o}={\frac {t_{mr}+t_{a}}{2}}}.
C'est notamment cette simplification qui est utilisée dans la définition de la température opérative de la RT2012.

## Mesure
La température opérative de chauffage et rafraichissement des locaux peut être faite à l'aide d'une sonde de temperature opérative selon ISO 7726 dont le ratio des déperditions thermiques de type radiation et de type convection sont identiques à celles du corps humain (Dantec Dynamics, LumaSense...)

La mesure par boule noire WBGT (Wet Bulb Globe Temperature) n'est utilisable que pour le confort des personnes en environnements très chauds notamment au voisinage de parois très chaudes (étuves, fours, métal en fusion...)